# Kulturdepartementet (Norge)
Kulturdepartementet (forkortet KUD) er det norske kulturministerium. Departement har ansvar for kultur, medier, idræt, pengespil og lotterisager og frivillige foreninger.
I perioder har ministeriet også haft ansvar for kirke-, tros- og livssynssager.
Ministeriet blev oprettet den 1. januar 1982.

## Historie
Norge fik et eget kulturministerium for første gang i 1982. Ministeriets første navn var Kultur- og vitenskapsdepartementet. Før dette hørte kultursagerne under Kirke- og undervisningsdepartementet. Kirke- og undervisningsdepartementet blev etableret den 17. november 1818.
- Under Regeringen Kåre Willoch blev ministeriet delt den 1. januar 1982. Ansvaret for kultursager, højere uddannelse og forskning blev overført til det nye Kultur- og vitenskapsdepartementet.
- Den 1. januar 1990 blev de to ministerier reorganiserede. De to nye ministerier var Kirke- og kulturdepartementet og Utdannings- og forskningsdepartementet.
- Den 31. december 1991 blev kirkesagerne flyttede, og ministerierne kom til at hedde Kulturdepartementet og Kirke-, utdannings- og forskningsdepartementet.
- Fra 1. januar 2002 hed ministerierne Utdannings- og forskningsdepartementet og Kultur- og kirkedepartementet.
- Frem til 31. december 2009 hed ministeriet Kultur- og kirkedepartementet.
- Fra 1. januar 2010 hedder ministeriet Kulturdepartementet.
- Den 16. oktober 2013 blev det bestemt, at der ikke skulle udnævnes en ny minister for Fornyings-, administrasjons- og kirkedepartementet. Ansvarsområderne blev fordelt til andre ministerier. Således blev kirkesagerne flyttet tilbage til Kulturdepartementet.

Regeringens website skrev "Mediemangfoldsutvalget ble nedsatt ved kongelig resolusjon fredag 18. september 2015 og leverte sin utredning i form av en NOU til Kulturdepartementet 7. mars 2017";

## Kulturministre
Fra 1. januar 2014 har kulturministeren ansvar for kulturpolitik, kirke-, tros- og livssynssager, mediepolitik, idrætspolitik, spil- og lotterisager. Desuden koordinerer ministeren den statslige politik i forhold til den frivillige sektor.
- 14. oktober – 31. december 1981: Kulturminister Lars Roar Langslet (født 5. marts 1936 i Nes, Buskerud), Høyre (Langslet er katolik, han var ikke kirkeminister)
- 1. januar 1982 – 1986: Kultur- og videnskabsminister Lars Roar Langslet
- 1986 – 1989: Kultur- og videnskabsminister Hallvard Bakke (født 4. februar 1943 i Flesberg, Buskerud), Arbeiderpartiet
- 1989: Kultur- og videnskabsminister Eleonore Bjartveit (11. juli 1924 i Alta – 26. september 2002), Kristelig Folkeparti
- 1990: Kirke- og kulturminister Eleonore Bjartveit
- 1990 – 1991: Kirke- og kulturminister Åse Kleveland (født 18. marts 1949 i Stockholm), Arbeiderpartiet
- 1992 – 1996: Kulturminister Åse Kleveland
- 1996 – 1997: Kulturminister Turid Birkeland (født 5. november 1962 i Haugesund), Arbeiderpartiet
- 1997 – 1999: Kulturminister Anne Enger Lahnstein (født 9. december 1949 i Trøgstad, Østfold), Senterpartiet
- 1999 – 2000: Kulturminister Åslaug Haga (født 21. oktober 1959 i Nes i Akershus), Senterpartiet
- 2000 – 2001: Kulturminister Ellen Horn (født Ellen Stoesen 1. februar 1951 i Montreal, Canada), Arbeiderpartiet
- 2001 – 2005: Kultur- og kirkeminister Valgerd Svarstad Haugland (født 23. august 1956 i Kvam i Hordaland), Kristelig Folkeparti
- 2005 – 2009: Kultur- og kirkeminister Trond Giske (født 7. november 1966 i Trondheim), Arbeiderpartiet
- 2009 – 2012: Kulturminister Anniken Huitfeldt (født 29. november 1969 i Bærum), Arbeiderpartiet
- 2012 – 2013: Kulturminister Hadia Tajik (født 18. juli 1983 i Bjørheimsbygd ved Strand i Rogaland)
- 2013 – nu: Kultur- og kirkeminister Thorhild Widvey (født 9. januar 1956 i Karmøy, Rogaland),